# Sankt Jørgensbjerg Sogn
Sankt Jørgensbjerg Sogn er et sogn i Roskilde Domprovsti (Roskilde Stift).
Sankt Jørgensbjerg Sogn og Sankt Ibs Sogn var fra 1571 ét pastorat. Omkring 1580 blev Boserup Sogn lagt under Sankt Jørgensbjerg; det blev Sankt Ibs Sogn også i 1808. Her blev Sankt Jørgensbjerg Sogn anneks til Vor Frue Sogn indtil 1939, hvor det blev et selvstændigt pastorat.
Sankt Jørgensbjerg sognekommune hørte til Sømme Herred i Roskilde Amt. Den blev 1. april 1938 indlemmet i  Roskilde Købstad, der ved kommunalreformen i 1970 blev kernen i Roskilde Kommune.
I Sankt Jørgensbjerg Sogn ligger Sankt Jørgensbjerg Kirke fra 1080 og kirken i Sankt Hans Hospital samt ødekirken Sankt Ibs Kirke fra starten af 1100-tallet. 
I sognet findes følgende autoriserede stednavne:
- Boserup (bebyggelse, ejerlav)
- Boserup Skov (areal)
- Hørhuse (bebyggelse)
- Kongemarken (bebyggelse, ejerlav)
- Margretehåb (bebyggelse)
- Sankt Jørgensbjerg (bebyggelse, ejerlav)